# Masacre de Pacheco
La Masacre de Pacheco  refiere a los hechos que tuvieron lugar en la medianoche del 29 de mayo de 1974 cuando tres obreros fueron secuestrados de un local del Partido Socialista de los Trabajadores (PST) en la localidad de El Talar, General Pacheco, y luego asesinados por 20 integrantes de la Triple A.

## Antecedentes
Hacia fines de enero de 1974, la Triple A había difundido una lista de personas consideradas "enemigas" de las políticas vigentes. Muchas de esas personas eran dirigentes o militantes del PST. Los episodios de violencia comenzaron a propagarse, lo que demostró que las personas que aparecían en esa lista habían sido "condenadas a muerte" por el grupo paramilitar.
El 7 de mayo de 1974 fue asesinado el obrero metalúrgico Inocencio “Indio” Fernández, obrero metalúrgico que había sido elegido delegado de base de la UOM en una línea sindical opositora a la conducción de Lorenzo Miguel.
En los meses siguientes los militantes y los lugares de reunión del PST fueron objeto de decenas de violentos ataques en el Gran Buenos Aires, Mendoza, Córdoba y Mar del Plata. En ese lapso fue asesinado César Robles, uno de sus líderes.
Un año después se produjo la Masacre de La Plata, donde otros ocho militantes del PST fueron asesinados. En todos los casos los autores fueron miembros de la Triple A.

## Los hechos
En la Zona Norte del Gran Buenos Aires el PST tenía cuatro locales, uno en Munro, uno en Beccar (que había sufrido varios atentados), uno en San Miguel y uno en Pacheco.  El 29 de mayo de 1974 en el local de El Talar, tras  un intenso tiroteo un grupo comando de 15 personas de la Triple A entraron violentamente destruyendo el local y agrediendo a los seis militantes que se hallaban reunidos que ensangrentados fueron obligados a entrar a los autos aunque luego las tres mujeres fueron bajadas del auto y obligadas a retirarse. Los coches prosiguieron viaje con rumbo desconocido. El 30 a la mañana aparecieron los cadáveres de  Meza, Zidda y Moses  en Pilar. Las tres mujeres eran Mónica Wolf, Silvia Sara Ferraté y “Amalia”.

### Víctimas
Oscar Meza “Hijitus”, correntino de veintiséis años, obrero de Astilleros Astarsa; Antonio Moses “Toni”, veinticuatro años y obrero metalúrgico de Wobron; y Mario Zidda “Tano”, veintidós años, estudiante,  dirigente estudiantil de la Técnica 5 de Tigre y también obrero en una industria de la zona.

## Causa judicial
En abril de 2016, el fiscal federal que intervino en la causa solicitó la pena de prisión perpetua para los imputados Jorge Conti, Carlos Villone, Julio Yessi y Rubén Pascuzzi, todos ellos miembros prominentes de la Triple A vinculados estrechamente a José López Rega.

## Homenaje
A 40 años de la Masacre de Pacheco, Izquierda Socialista realizó un acto homenaje en el salón de Bomberos de Pacheco, a cuadras de Panamericana y 197.